# Romeo y Julieta (película de 1943)
Romeo y Julieta es una película de comedia y fantasía mexicana de 1943, dirigida por Miguel M. Delgado y protagonizada por Mario Moreno "Cantinflas", María Elena Marqués, Andrés Soler y Ángel Garasa. Esta película está basada en la clásica historia romántica de Romeo y Julieta, de William Shakespeare.

## Argumento
La adaptación comienza con Cantinflas tratando de explicar un embrollo frente a un juez. Allí le cuenta que es ruletero, quien después de llevar a un par de hombres en su taxi, engatuzan al chofer para que impida que Capulido case a su hija Julita (María Elena Marqués, La perla), con Teovaldino, un pedante actor clásico. Entre ellos lo hacen pasar por un tal Avelardo del Monte, un histirón elevadísimo que podría hacer que Don Capulido (Andrés Soler, Tizoc) cambie de opinión para esposar a su hija.
Pronto harán una recreación del clásico de Shakespeare en donde compartirá créditos con la bella Julita y donde el impostor se convertirá de facto en un desgarbado Romeo Montesco. Las envidias, los celos y los intereses profesionales harán de esta broma una comedia de enredos plagada de ingeniosos versos. 

## Reparto
- Mario Moreno como Cantinflas/Abelardo del Monte/Romeo.
- María Elena Marqués como Julita Capulido/Julieta.
- Ángel Garasa como Juanito/Fray Lorenzo.
- Andrés Soler como Capuleto.
- Emma Roldán como Señora Capuleto.
- José Baviera como Paris.
- Pedro Elviro
- Guillermo Familiar
- Juan García
- Conchita Gentil Arcos
- Rafael Icardo
- Maria de la Paz Jarero
- Tito Junco
- Manuel Noriega
- José Ortiz de Zárate
- Jorge «Che» Reyes
- Humberto Rodríguez
- Estanislao Schillinsky